# Фоллетт, Барбара
Барбара Фоллетт (англ. Barbara Newhall Follett / Rogers, 4 марта 1914 года, Хановер (Нью-Гэмпшир) — ?) – американская писательница, одна из самых перспективных литераторов своего времени. Она прославилась не только написанными ею книгами, но и своим загадочным исчезновением.

## Биография
Родилась в богатой семье. Её отец был известным литературным критиком, а мать писала книги для детей. С раннего детства Барбара заинтересовалась литературой. Родители обеспечили ей учёбу на дому, поэтому она не ходила в школу и мало общалась со сверстниками. Свой первый роман «Дом без окон» (1927) она опубликовала в возрасте 13 лет. Книга была тепло встречена читателями и критиками. В 1928 году она выпустила свою вторую книгу «Путешествие Нормана Д.». Этот роман считается вершиной творчества Фоллетт. В этот период её родители развелись – развод родителей она перенесла трудно. В этот момент её литературная карьера идёт в минус – отец больше не поддерживал дочь, публиковаться не получалось.
В 1933 году она вышла замуж за Никерсона Роджерса. Они много путешествовали и были счастливы в браке. Но в 1937 году их брак стал распадаться, Барбара постоянно испытывала ревность и подозревала мужа в измене. Вскоре он признался, что действительно ей изменял. В декабре 1939 году Никерсон обратился в полицию с заявлением о том, что его жена пропала без вести.
Поиски велись слабо. История исчезновения Барбары Фоллетт стала достоянием общественности лишь в 1966 году. Её судьба на данный момент неизвестна.